# Маринополис
Маринополис (порт. Marinópolis) — муниципалитет в Бразилии, входит в штат Сан-Паулу. Составная часть мезорегиона Сан-Жозе-ду-Риу-Прету. Входит в экономико-статистический микрорегион Жалис. Население составляет 2274 человека на 2006 год. Занимает площадь 78,095 км². Плотность населения — 29,1 чел./км².

## История
Город основан 14 июня 1953 года.

## Статистика
- Валовой внутренний продукт на 2003 составляет 33 998 442,00 реала (данные: Бразильский институт географии и статистики).
- Валовой внутренний продукт на душу населения на 2003 составляет 15 191,44 реала (данные: Бразильский институт географии и статистики).
- Индекс развития человеческого потенциала на 2000 составляет 0,740 (данные: Программа развития ООН).